# Krzysztof Kikowski
Krzysztof Kikowski (ur. 9 października 1957 w Bydgoszczy) – polski bokser, medalista mistrzostw Europy juniorów, mistrzostw Polski juniorów i seniorów.

## Życiorys
Boks zaczął uprawiać w 1969, był zawodnikiem Zawiszy Bydgoszcz. 
W 1975 został mistrzem Polski juniorów w wadze koguciej, w 1976 młodzieżowym mistrzem Polski w wadze piórkowej. W 1976 wywalczył brązowy medal mistrzostw Europy juniorów w wadze piórkowej. Na mistrzostwach Polski seniorów zdobył trzy medal: srebrny w wadze piórkowej w 1980, brązowy w wadze piórkowej w 1977 i brązowy w wadze lekkiej w 1985).
Stoczył ok. 300 walk. Na początku lat 90. pracował w Zawiszy jako trener juniorów.